# Keiko Ihara

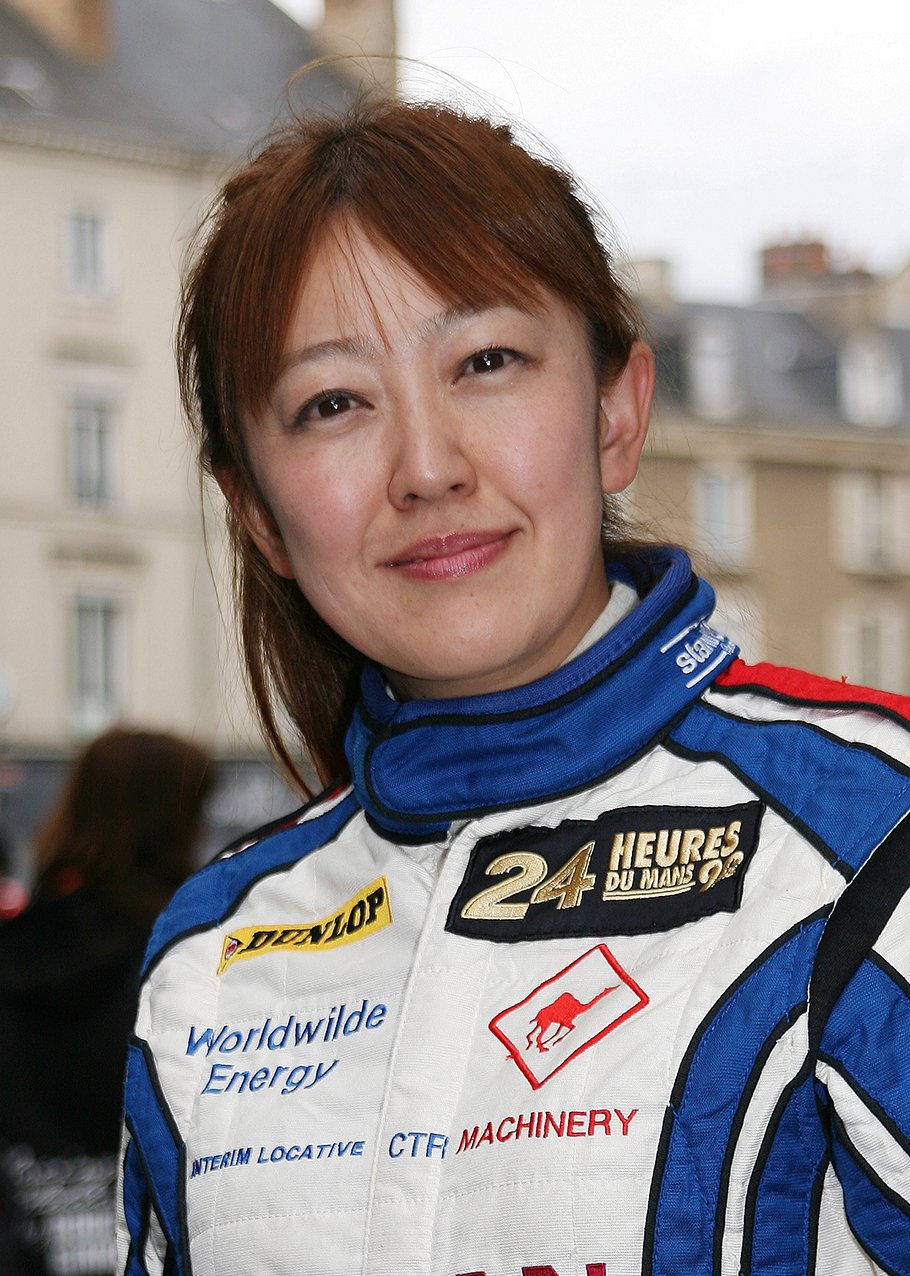
Keiko Ihara 2014

Keiko Ihara (jap. 井原 慶子, Ihara Keiko; * 4. Juli 1973 in der Präfektur Tokio) ist eine ehemalige japanische Autorennfahrerin.

## Karriere als Rennfahrerin
Die Fahrerkarriere von Keiko Ihara kam über Umwege zustande. Während ihres zweiten Studienjahres 1998, verdiente sie sich das Geld für einen Skiurlaub in den Vereinigten Staaten als Promotiongirl für das Benetton-Formel-1-Team. Später arbeitete sie auch als Grid-Girl. Die Atmosphäre an den Rennstrecken, die lauten Fahrzeuge und die Aktivitäten in den Fahrerlagern inspirierten Ihara, eine eigene Fahrerkarriere anzustreben.
2000 kam sie nach Großbritannien, um in einer Rennfahrerschule das Rüstzeug für den Fahrerberuf zu erlernen. Erste Renneinsätze hatte sie auf einem Lotus Elise bei britischen Clubrennen und fuhr danach zwölf Rennen in der britischen Formel-Renault-Meisterschaft. In dieser Meisterschaft, die mit dem Gesamtsieg von Kimi Räikkönen endete, blieb sie ohne Meisterschaftspunkte. 2001 wechselte sie in die Französische Formel-3-Meisterschaft. Mit 22 Meisterschaftspunkten beendete sie die Saison (Die Meisterschafts-Gesamtwertung gewann ihr Landsmann Ryō Fukuda vor Tiago Monteiro und Bruno Besson) als 13. der Schlusswertung. Für das Rennjahr 2002 kehrte sie nach Asien zurück und schaffte beim Macau Grand Prix historisches. Ihr dritter Rang beim Formula-2000-Rennen, war die erste Podiumsplatzierung einer Frau in der fast 50-jährigen Geschichte dieser Rennveranstaltung.
2003 kamen zu den Monopostoeinsätzen erste Rennstarts in der Super-GT-Serie hinzu. Nach einem dritten Endrang – hinter Ho-Pin Tung und Hanss Lin – in der Formel-BMW-Asia 2003 setzte Ihara 2004 ein Jahr aus, um ihre universitäre Ausbildung abzuschließen. Sie machte Abschlüsse in Wirtschaftswissenschaften an der Hōsei-Universität in Tokio. Vor ihrem Studium und der Rennkarriere arbeitete sie als Lehrerin für die englische Sprache.
In den folgenden Jahren wurde die Rennkarriere immer wieder von ihrer Lehrtätigkeit unterbrochen. 2005 und 2006 ging sie in der Britischen Formel-3-Meisterschaft an den Start und fuhr ab 2009 ausschließlich Sportwagenrennen. 2014 war sie die erste Asiatin, die sich beim 24-Stunden-Rennen von Le Mans klassieren konnte. Gemeinsam mit Ricky Taylor und Pierre Ragues erreichte sie auf einem Morgan LMP2 den 14. Gesamtrang. Ab 2012 fuhr sie regelmäßig in der FIA-Langstrecken-Weltmeisterschaft. Beste Platzierung war der siebte Gesamtrang mit David Cheng und Jacques Nicolet im Morgan LMP2 beim 6-Stunden-Rennen von Bahrain 2013.
Ihr einziger Sieg bei einem Sportwagenrennen gelang beim 3-Stunden-Rennen von Fuji 2014, einem Wertungslauf der Asian Le Mans Series dieses Jahres.

## Statistik

### Le-Mans-Ergebnisse
| Jahr | Team                    | Fahrzeug    | Teamkollege          | Teamkollege         | Platzierung | Ausfallgrund |
| ---- | ----------------------- | ----------- | -------------------- | ------------------- | ----------- | ------------ |
| 2012 | Gulf Racing Middle East | Lola B12/80 | Marc Rostan          | Jean-Denis Delétraz | Ausfall     | Unfall       |
| 2013 | Gulf Racing Middle East | Lola B12/80 | Philippe Haezebrouck | Fabien Giroix       | Ausfall     | Motorschaden |
| 2014 | Larbre Compétition      | Morgan LMP2 | Ricky Taylor         | Pierre Ragues       | Rang 14     |              |

### Sebring-Ergebnisse
| Jahr | Team              | Fahrzeug    | Teamkollege | Teamkollege | Teamkollege | Platzierung | Ausfallgrund |
| ---- | ----------------- | ----------- | ----------- | ----------- | ----------- | ----------- | ------------ |
| 2016 | Mazda Motorsports | Lola B12/80 | Tom Long    | Joel Long   | Ben Devlin  | Rang 7      |              |

### Einzelergebnisse in der FIA-Langstrecken-Weltmeisterschaft
| Saison  | Team                               | Rennwagen      | 1   | 2   | 3   | 4   | 5   | 6   | 7   | 8   |
| ------- | ---------------------------------- | -------------- | --- | --- | --- | --- | --- | --- | --- | --- |
| 2012    | Gulf Racing Middle East            | Lola B12/80    | SEB | SPA | LEM | SIL | SAO | BAH | FUJ | SHA |
| 2012    | Gulf Racing Middle East            | Lola B12/80    |     | 23  | DNF | 18  | 24  | DNF | 13  | DNF |
| 2013    | Gulf Racing Middle East OAK Racing | Lola B12/80    | SIL | SPA | LEM | SAO | AUS | FUJ | SHA | BAH |
| 2013    | Gulf Racing Middle East OAK Racing | Lola B12/80    |     | 29  | DNF | 8   |     | 12  | 10  | 7   |
| 2014    | Larbre Compétition OAK Racing      | Morgan LMP2    | SIL | SPA | LEM | AUS | FUJ | SHA | BAH | SAO |
| 2014    | Larbre Compétition OAK Racing      | Morgan LMP2    |     |     | 14  |     | 9   |     | 10  |     |
| 2018/19 | Larbre Compétition                 | Ligier JS P217 | SPA | LEM | SIL | FUJ | SHA | SEB | SPA | LEM |
| 2018/19 | Larbre Compétition                 | Ligier JS P217 | 10  |     |     |     |     |     |     |     |